# 산고 (이누야샤)
산고(珊瑚,さんご)는 타카하시 루미코의 만화 이누야샤와 후속작 반요 야샤히메에 등장하는 인물이다. 성우는 쿠와시마 호우코(일본판) / 우정신(한국판)이다.

## 소개
전국시대의 요괴 퇴치사이다. 손아래로 코하쿠라는 남동생이 있다. 요괴 퇴치사 마을 출신 소녀로 요괴들을 퇴치하는 명수이며 비래골이라 불리는 부메랑으로 적을 공격한다. 
사혼의 구슬 조각을 가지고 있는 인물 중 하나로 이 때문에 나라쿠와 엮이게 된다. 나라쿠에 의해 코하쿠가 조종당하여 아버지와 마을 사람들이 살해되자 처음에 이누야샤를 학살의 주범으로 오해하여 한때 이누야샤 일행과 적대관계를 맺어왔지만 나라쿠가 모든 일은 자신이 했다고 주장하자 그제서야 오해를 풀며 남동생 코하쿠를 구하기 위해 이누야샤 일행에 합류한다. 
미로쿠와 은근히 엮이는 일이 많은 편으로, 결국에는 엔딩에서 미로쿠와 결혼에 성공하여 아이를 출산하게 된다.

## 사혼의 구슬
평범하게 퇴치사 마을에서 지냈다가 마을 안에 보관되어있는 사혼의 구슬 때문에 졸지에 나라쿠와 엮이게 된다. 나라쿠에 의해 남동생인 코하쿠가 조종당하고 아버지가 눈앞에서 살해되는 모습을 보았고 마을사람들마저 전부 학살되는 비극을 겪게 된다. 처음에는 이것을 나라쿠가 아닌 이누야샤라는 반요가 한 짓으로 오해하여 이누야샤를 적으로 지목하여 공격하기도 하였다. 나라쿠가 자신이 한 짓을 숨기기위해 이누야샤의 소행이라고 거짓으로 말한 것이었다. 결국 나중에 가서야 산고는 나라쿠가 하였던 짓이라는 것을 눈치채고 나라쿠 역시 자신의 소행이라고 밝히면서 오해가 풀린다. 사혼의 구슬 조각을 찾고 코하쿠를 구하기 위해 이누야샤 일행에 합류하였다.  

## 이누야샤와의 관계
초반에는 나라쿠에게 속아서 이누야샤가 퇴치사 마을 사람들을 학살한 주범으로 오해하여 그를 공격한 적이 있었다. 이는 나라쿠가 이누야샤에게 누명을 씌워서 산고에게 적대감을 심어주려고 하였기 때문이었다. 한때 묘가 영감이 싸우면 안 된다고 일렀지만 소용이 없었으며 적으로 있는 자신을 등에 태워주자 당혹감을 가졌지만 나중에 가서 나라쿠가 퇴치사 마을 소행은 자신이 저지른 일이었다고 자백하자 그제서야 오해를 풀고 이누야샤의 일행에 합류하였다. 
그러나 남동생 코하쿠를 구하기 위해 한때 이누야샤의 철쇄아를 빼앗아 나라쿠에게 바치려고도 한 적이 있어서 그에 대한 죄책감을 가지며 이누야샤 일행에서 탈퇴하려고도 했지만 이누야샤 일행들이 만류하고 카고메가 달래주게 되면서 계속해서 이누야샤 일행과 여정을 함께한다.

## 미로쿠와의 사랑
이누야샤 일행 중 미로쿠와 러브라인으로 엮이게 되는데 그녀는 미로쿠를 법사라고 부르며 그가 다른 여자와 엮이지 못하도록 제지하기도 한다. 그리고 결국 엔딩에서 결혼에 성공하여 아이까지 출산하게 되었다. 

## 남동생 코하쿠
코하쿠와는 남매 사이로 퇴치사마을에서 아버지의 가르침을 받으며 함께 성장했지만 사혼의 구슬과 그로 인한 나라쿠의 농간에 휘말려서 나라쿠에게 조종당하는 코하쿠가 아버지를 살해하는 모습을 눈앞에서 본 적이 있었다. 그리고 영주로 둔갑한 나라쿠에 의해 코하쿠도 죽게 되었지만 나라쿠가 사혼의 구슬 조각을 코하쿠의 시신에 주입하면서 부활시킨다. 한때 동생의 공격도 받은 적이 있다.